# Talmage (Nebraska)
Talmage és una població dels Estats Units a l'estat de Nebraska. Segons el cens del 2000 tenia 268 habitants.

## Demografia
Segons el cens del 2000, Talmage tenia 268 habitants, 109 habitatges, i 70 famílies. La densitat de població era de 646,7 habitants per km².
Dels 109 habitatges en un 28,4% hi vivien nens de menys de 18 anys, en un 54,1% hi vivien parelles casades, en un 8,3% dones solteres, i en un 34,9% no eren unitats familiars. En el 32,1% dels habitatges hi vivien persones soles el 22,9% de les quals corresponia a persones de 65 anys o més que vivien soles. El nombre mitjà de persones vivint en cada habitatge era de 2,46 i el nombre mitjà de persones que vivien en cada família era de 3,13.
Per edats la població es repartia de la següent manera: un 27,2% tenia menys de 18 anys, un 9% entre 18 i 24, un 23,1% entre 25 i 44, un 21,3% de 45 a 60 i un 19,4% 65 anys o més.
L'edat mediana era de 38 anys. Per cada 100 dones de 18 o més anys hi havia 99 homes.
La renda mediana per habitatge era de 25.625 $ i la renda mediana per família de 37.000 $. Els homes tenien una renda mediana de 25.556 $ mentre que les dones 21.250 $. La renda per capita de la població era de 13.525 $. Aproximadament el 14,7% de les famílies i el 18,8% de la població estaven per davall del llindar de pobresa.

## Poblacions més properes
El següent diagrama mostra les poblacions més properes.